# سفارة أرمينيا في بلغاريا
سفارة أرمينيا في بلغاريا هي أرفع تمثيل دبلوماسي لدولة أرمينيا لدى بلغاريا. تقع السفارة في Stolichna Municipality ‏ وهي تهدف لتعزيز المصالح الأرمينية في بلغاريا.

## وصلات خارجية
- قائمة سفارات أرمينيا
- قائمة السفارات في بلغاريا